# Amfigastrula
Amfigastrula, egzogastrulacja – anomalia procesu gastrulacji, w której prajelito wynicowuje w różnym stopniu na zewnątrz.